# انقراض هولوسن

شدت انقراض دریایی در طول زمان، نمودار آبی درصد حیوانات دریایی منقرض شده در طول سالها را نشان می‌دهد. این نمودار به انقراض گونه‌های دریایی که فسیل آنها کشف شده اشاره دارد.

انقراض هولوسین که گاه ششمین انقراض بزرگ نیز نامیده می‌شود، یک رویداد انقراض با ابعاد متوسط یا بزرگ است که از حدود پنجاه هزار سال پیش و همزمان تغییر دمای زمین آغاز شده است و همچنان ادامه دارد. این انقراض در نتیجه تغییرات آب و هوایی، تصرف و تغییر زیست‌بوم جانداران توسط انسان و نیز کشتار بیش از اندازه آنها توسط بشر تشدید شده است. مهم‌ترین موجودات منقرض شده این انقراض از ماموت، بزرگ‌زیاگان، وزغ طلایی، ببر مازندران، شیر ایرانی، شیر اروپایی و شیر آمریکایی و… است.
از آغاز این انقراض تاکنون تنها یک گونه جانوری به جانوران اضافه شده اما به جای آن حدود ۶۷٬۰۰۰ گونه جانوری منقرض شده‌اند.

## سرعت انقراض
در سال۱۹۹۳ ادوارد ویلسون، استاد زیست‌شناس دانشگاه هاروارد، تخمین زد سیاره زمین گونه‌هایش را با سرعت ۳۰ هزار گونه در سال از دست می‌دهد.
در تخمین‌های بدبینانه سرعت انقراض ده هزار برابر نرخ طبیعی انقراض جانوران است که معادل با یک انقراض جمعی بزرگ می‌باشد، اما برخی دانشمندان سرعت انقراض را صد برابر نرخ طبیعی می‌دانند که منجر به یک رویداد انقراض متوسط می‌شود.
عده‌ای از پژوهشگران بر این باورند که نیمی از گونه‌های کنونی جهان تا سال ۲۱۰۰ نابود می‌شوند. اتحادیه بین‌المللی حفاظت از محیط زیست در گزارش سال ۲۰۱۱ خود اعلام کرد که ۲۵٪ از پستانداران زمین در شرف نابودی و انقراض هستند.
پیتر راون، رئیس پیشین انجمن پیشبرد علوم آمریکا (AAAS) در مقدمه «اطلس جمعیت و محیط زیست بیان کرد که «ما نرخ انقراض بیولوژیک، از بین رفتن دائمی گونه‌ها، را چند صد بار بیش از سطوح تاریخی آن افزایش داده‌ایم و از بین رفتن اکثریت همه گونه‌ها تا پایان سده بیست و یکم [جهان را] تهدید می‌کند.» AAAS»
انجمن جانورشناسی لندن در تازه‌ترین «نمایهٔ موجودات زندهٔ کُره» در سال ۲۰۱۴ می‌گوید که روند نابودی گونه‌ها حتی بدتر از آن است که تاکنون تصور می‌شد. این گزارش حاکی‌ست که بررسی‌ها با شیوه‌های تازه نشان می‌دهد که جمعیت گونه‌ها ظرف ۴۰ سال اخیر نصف شده، درحالی‌که ارزیابی‌ها تا سال ۲۰۱۲ با شیوه‌های قبلی، شدت این روند را کمتر نشان می‌داد. این گزارش می‌گوید که جمعیت پستانداران، پرندگان، خزندگان، دوزیستان و ماهی‌ها به‌طور متوسط ۵۲ درصد و جمعیت گونه‌های آب شیرین ۷۶ درصد کاهش یافته‌است.

## عوامل
انقراض هولوسین در اثر عوامل مختلفی رخ داده است، که برخی از آنها طبیعی است و برخی دیگر به اقدامات انسان مربوط می‌شود. در حال حاضر پنج عامل بر انقراض گونه‌ها تأثیر می‌گذارد که عبارتند از تخریب زیست‌بوم‌ها، آلودگی محیط زیست، شکار و بهره‌برداری بی‌رویه از گونه‌ها، گونه‌های مهاجم و تغییر آب وهوا.

### گرم شدن زمین

تغییرات دمایی دوره هولوسین از ۱۲ هزار سال پیش تا کنون.

از حدود ۱۲ هزار سال پیش با آغاز دوره هولوسین و پایان آخرین عصر یخ، دمای هوای کره زمین افزایش قابل توجهی یافت. طی آخرین سال‌های دوره پلیستوسن یعنی از حدود پانزده هزار سال پیش تا نخستین سال‌های دوره هولوسین (یعنی حدود ده هزار سال پیش) متوسط دمای زمین ۶ درجه سانتیگراد افزایش یافت و بسیاری از یخچال‌های آخرین عصر یخبندان شامل یخچال‌های اروپا و یخچال‌های آمریکای شمالی ذوب شدند. بسیاری از جانوران به خصوص پستانداران بزرگ نظیر ماموت نتوانستند با این تغییر آب و هوا سازگار شوند و منقرض شدند.
نخستین دوره گرمایش زمین که بین ده هزار سال پیش تا پنج هزار سال پیش به حداکثر خود (دمایی به‌طور متوسط نزدیک به دمای فعلی زمین) رسید، به‌طور طبیعی رخ داد، اما از میانه قرن نوزدهم گرمایش زمین در اثر فعالیت‌های صنعتی و انتشار گازهای گلخانه‌ای توسط انسان، به وقوع پیوسته و همچنان ادامه دارد. طبق چهارمین گزارش ارزیابی IPCC که در سال ۲۰۰۷ منتشر شد «با اطمینان متوسط می‌توان گفت چنانچه متوسط گرمایش جهانی از ۱٫۵ تا ۲٫۵ درجه سانتیگراد (نسبت به بازه ۱۹۸۰ تا ۱۹۹۹) فراتر رود، تخمینا ۲۰ تا ۳۰ درصد گونه‌هایی که تا کنون تشخیص داده شده‌اند احتمالاً در معرض خطر افزایش یافته انقراض هستند. چنانچه افزایش متوسط دمای جهانی از حدود ۳٫۵ درجه سانتیگراد فراتر رود، مدل‌های ارزیابی انقراض قابل ملاحظه‌ای (۴۰ تا ۷۰ درصد گونه‌های تشخیص داده شده) را در سرتاسر جهان پیش بینی می‌کنند.»

### شکار

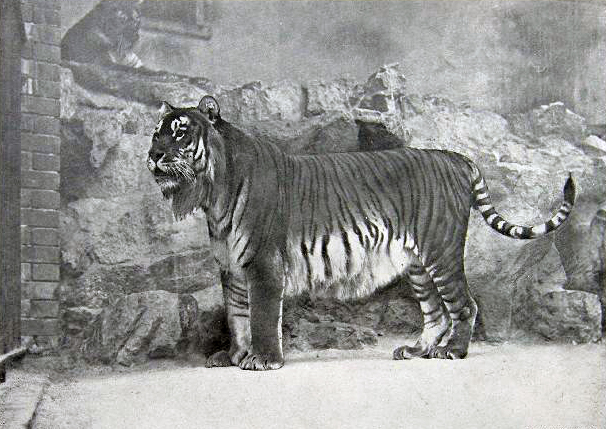
ببر ایرانی در دوران معاصر در اثر شکار بیش از حد منقرض شده است.

طبق شواهد جانوران بزرگ با فاصله زمانی نسبتاً اندکی در حدود هزار سال پس از ورود انسان به هر سرزمینی، جز آفریقا، آسیا و اروپا، منقرض شده‌اند.
انسان‌ها نزدیک به ۱۲۵۰۰ سال پیش به آمریکای شمالی رسیدند و ماموت‌ها و پستانک‌دندان‌ها در اندک زمانی بعد منقرض شدند. در کارائیب نیز شماری از گونه‌های بزرگش پس از رسیدن انسان به آنجا در حدود ۸ هزار سال پیش منقرض شدند. انسان برای نخستین بار حدود ۲۰۰۰ سال پیش به ماداگاسکار وارد شد و در این جا نیز گونه‌های بزرگ‌تر نظیر فیل مرغ، گونه‌ای از اسب آبی و نیز لمورهای بزرگ اندکی پس از ورود انسان منقرض شدند.
پس از گسترش تمدن صنعتی و به کارگیری سلاح گرم برای شکار شدت انقراض بیشتر شد و علاوه بر حیوانات بزرگ، پرندگان، پستانداران و ماهیان با ابعاد کوچک نیز شکار و منقرض شدند.

### نابودی زیست‌بوم‌ها

سیر عقب‌نشینی ساحل دریاچه ارومیه بین سالهای ۱۳۶۳ و ۱۳۹۳ (براساس تصاویر ماهواره‌ای ناسا) به علت فعالیت‌های انسانی وکاهش بارندگی

در دوره هولوسین انسان شروع به کشاورزی نمود. معدودی از حیوانات و گیاهان را برای استفاده خود اهلی کرد و با سایر جانداران را عمدتاً به عنوان آفت یا حیوان وحشی مقابله کرد. تدریجاً زمین‌های بیشتری را به کشت چند محصول خاص اختصاص داد. بدین ترتیب زیست‌بوم‌های طبیعی را دگرگون کرد. جاندارانی که نتوانستند زیست‌بوم دیگری بیابند یا خود را با تغییر زیست‌بوم سازگار کنند، تدریجاً منقرض شدند.
امروزه روند گسترش کشاورزی به پدیده جنگل زدایی منجر شده است. بین سالهای ۱۹۹۰ تا ۲۰۱۰ در حدود ۳٫۴ درصد از جنگلهای جهان معادل ۱٫۴ میلیون کیلومتر مربع – یعنی سطحی برابر کشور مکزیک – از بین رفته است. در بیشتر موارد نیز جنگلها برای تأمین غذا به اراضی کشاورزی تغییر کاربری پیدا می‌کنند.

## برخی گونه‌های منقرض شده
فهرست ذیل شامل برخی از گونه‌های شناخته شده و معروف منقرض شده در این دوره است. در هر مورد آخرین سال‌های تقریبی که در آخرین زیستگاه احتمالی زندگی می‌کرده ذکر شده است.
- فیل عاج مستقیم (Straight-tusked elephant)؛ ۹۵۵۰ سال قبل از میلاد، مناطق جنوب اروپا
- خرس صورت کوتاه (Short-faced bear)؛ ۹۵۳۰ سال قبل از میلاد، اوهایو
- اسب مکزیکی (Equus conversidens)؛ ۹۳۸۰ سال قبل از میلاد، آلبرتا
- بیسون باستانی (Bison antiquus)؛ ۹۱۸۰ سال قبل از میلاد، آلبرتا
- ماموت پیگمی (Pygmy mammoth)؛ ۹۰۸۰ سال قبل از میلاد، جزایر سانتا روزا، کالیفرنیا
- ماموت کلمبیایی (Columbian mammoth)؛ ۸۹۸۰ سال قبل از میلاد، آلبرتا
- هیپیدیون (Hippidion)؛ ۸۹۷۵ سال قبل از میلاد، آمریکای جنوبی
- شتر آمریکایی (Camelops)؛ ۸۴۲۰ سال قبل از میلاد،
- استگ موس (Stag-moose)؛ ۸۲۸۰ سال قبل از میلاد،